# Androscoggin County
Androscoggin County je okres ve státě Maine ve Spojených státech amerických. K roku 2010 zde žilo 107 702 obyvatel. Správním městem okresu je Auburn. Celková rozloha okresu činí 1288 km².